# 众擎机器人
深圳市众擎机器人科技有限公司（英語：EngineAI，简称为众擎机器人、众擎）是中华人民共和国的人形機器人公司，该公司成立于2023年10月，公司创始人、董事长为赵同阳。

## 沿革
众擎机器人的创始人为赵同阳，其在2023年10月创办深圳市众擎机器人科技有限公司前就已经在相关行业从事了八年。2012年，赵同阳创业做物联网设备，后于2016年用创业获得的第一桶金投入双足人形机器人。2018年后，赵同阳将方向转到了四足机器人，并同小鹏汽车合伙成立了深圳鹏行智能研究有限公司，继续研究机器人领域。此后，赵同阳将知识产权带出、离开鹏行智能，创立了深圳市众擎机器人科技有限公司，并将公司总部设于中国广东省深圳市南山区深圳湾创新科技中心。众擎机器人的核心人员也多来自于小鹏旗下的机器人团队“鹏行智能机器人”。
2024年7月，众擎推出首款双足机器人SA01，发售价格为3.85万元人民币，同年10月，众擎发布首款全尺寸通用人形机器人SE01，并在“启航2025”中央电视台跨年晚会上亮相，其身高170厘米，体重55公斤，拥有32个自由度，常态行走速度达每秒2米，具备上下蹲、抓取、跑跳等动作能力，其采用端到端人工神经网络优化步态表现，可以走出大步幅而非小碎步，这在双足机器人中较为困难。同年12月，众擎推出通用人形机器人PM01，身高138厘米。
2025年2月23日，众擎机器人发布视频，表示其研发的人形机器人完成全球首例机器人前空翻特技。